# Noorvik
Noorvik é uma cidade localizada no estado americano de Alasca, no Distrito de Northwest Arctic.

## Demografia
Segundo o censo americano de 2000, a sua população era de 634 habitantes.
Em 2006, foi estimada uma população de 662, um aumento de 28 (4.4%).

## Geografia
De acordo com o United States Census Bureau, a localidade tem uma área de 3,5 km², dos quais 2,5 km² cobertos por terra e 1,0 km² cobertos por água.

## Localidades na vizinhança
O diagrama seguinte representa as localidades num raio de 96 km ao redor de Noorvik.